# Misasa
Misasa (jap. 三朝町 Misasa-chō) – miasto w Japonii, na wyspie Honsiu, w prefekturze Tottori. Według danych na rok 2020 miejscowość zamieszkiwało 6 060 mieszkańców , a gęstość zaludnienia wyniosła 26 os./km².